# Яблочный Спас
Я́блочный Спа́с —  день в народном календаре славян, приходящийся на 6 (19) августа. Являлся одним из первых праздников урожая; день, с которого, согласно поверьям, природа разворачивалась от лета к осени и зиме. У славян-католиков отмечен слабо.
По народным приметам, Яблочный Спас означает наступление осени и преображение природы. У восточных славян только с Яблочного Спаса позволялось есть яблоки и блюда из плодов нового урожая. В этот день они освящаются в церкви.

## Другие названия
рус. Спас, Великий Спас, Второй Спас, Спас на горе, Средний Спас, Преображение, Преображение Господне, Праздник первых плодов, Горохов день, Первые осенины, Осенины; укр. Спас другий, Великий Спас; бел. Яблычны Спас, Вялікі Спас, Сярэдні Спас, Другі Спас; серб. Преображење; болг. Прибризине, Пребразене, Приближине, Сотир, Стратир; пол. Przemienienie Pańskie.

## Славянские традиции

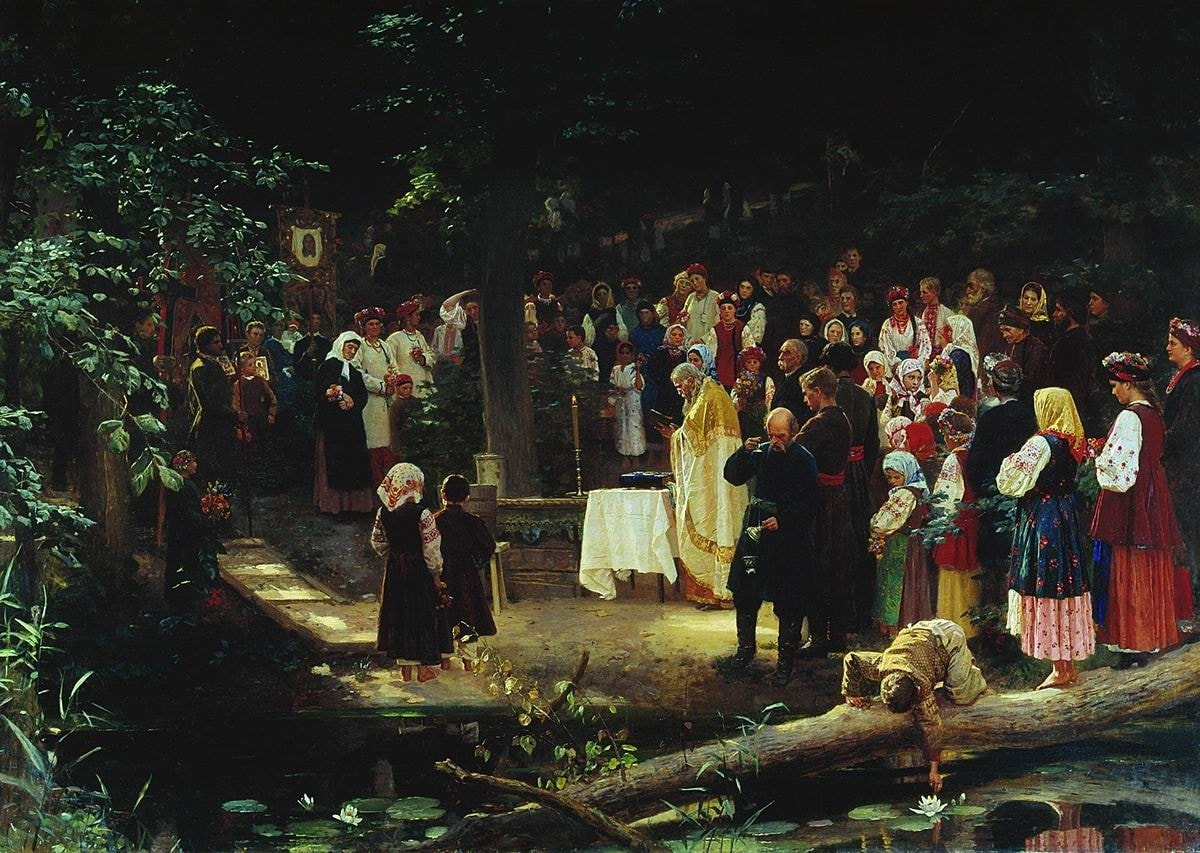
Н. Бодаревский. Яблочный спас в Малороссии

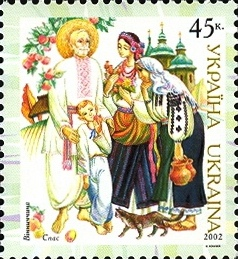
«Спас», Винничина. Марка Украины, 2002

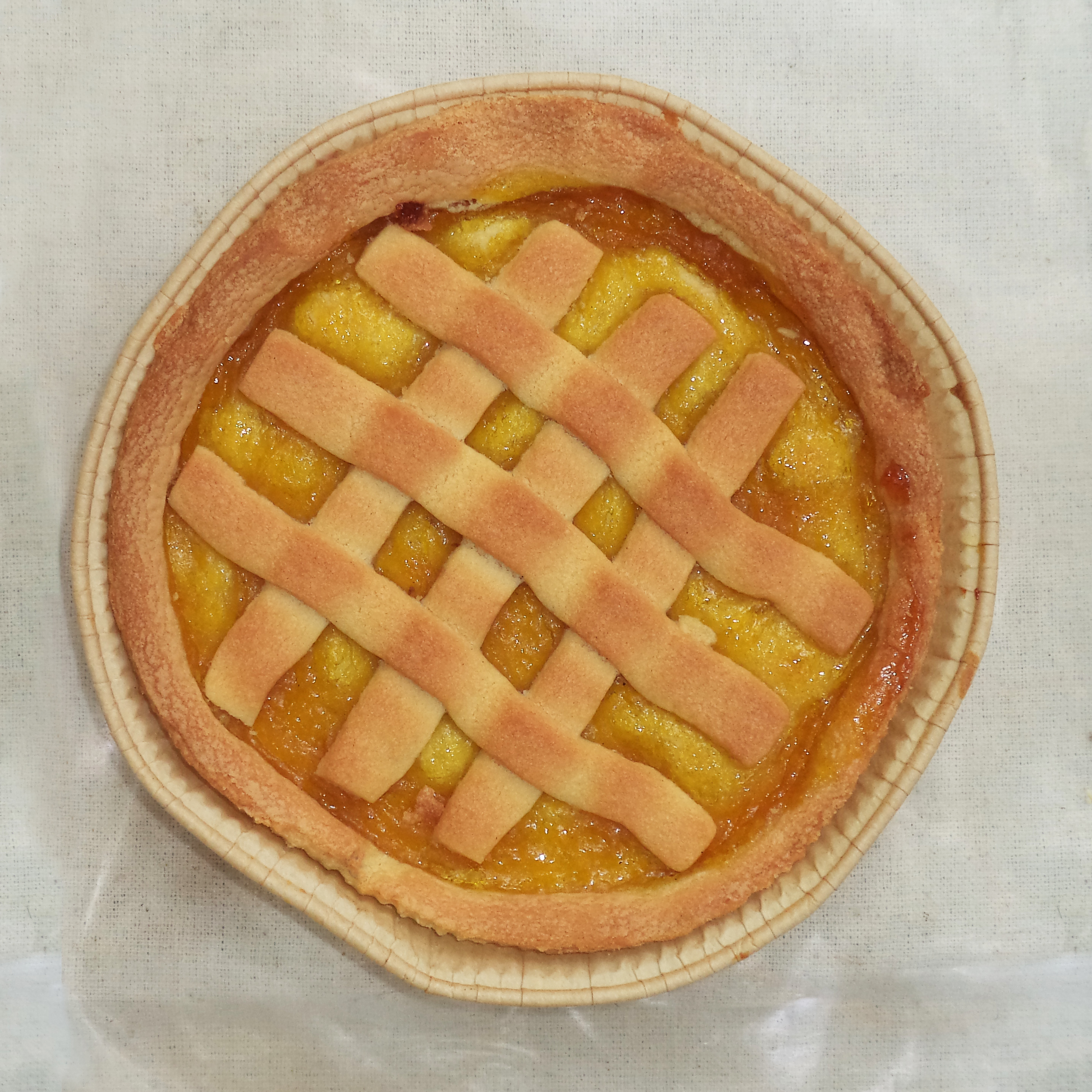

В этот день в церквях освящали плоды и фрукты нового урожая, мёд, хлебные колосья. Освящённые колосья и семена сохраняли до следующего сева.
У восточных славян существовало поверье, что на том свете детям, родители которых до этого дня не едят яблок, раздают гостинцы (среди них и райские яблоки). А тем детям, родители которых пробовали яблоки, — нет. Поэтому многие родители, а особенно те, у которых умерли дети, считают великим грехом съесть яблоко до Второго Спаса. Женщины, потерявшие детей, утром этого дня должны были отнести в храм несколько яблок, освятить, занести и положить на могилки умерших детей. В том случае, если могила ребёнка далеко или вовсе неизвестно где, следует[когда] освящённое яблоко положить на любую детскую могилу или оставить яблоки в храме. Многие крестьяне освящённые яблоки несли на кладбище и клали на могилы всем умершим родственникам.
В русских деревнях девушки, разговляясь яблоками и думая о суженых, приговаривали: «Что загадано — то надумано! Что надумано — то сбудется! Что сбудется — не минуется!».
В день Яблочного Спаса запекали яблоки, пекли пироги, блины с яблоками, грибами и ягодами. В народных традициях пироги пекли из постного теста.
В этот день провожали закат солнца в поле с песнями. В Новгородской губернии и соседних уездах других губерний вечером собирался хоровод молодёжи, направлявшейся за околицу — в поле. На пригорке молодёжь останавливалась и наблюдала за близким к закату солнцем. Как только солнце касалось горизонта, собравшиеся прекращали разговоры и запевали:
Солнышко, солнышко, подожди!

Приехали господа-бояре

Из Велика-де Новагорода

На Спасов день пировать.

Уж вы ли, господа-бояре,

Вы, бояре старые, новгородские!

Стройте пир большой

Для всего мира крещёного,

Для всей братии названной!

Строили господа-бояре пир,

Строили бояре новогородские

Про весь крещёный мир.

Вы сходитеся, люди добрые,

На велик-званый пир;

Есть про вас мёд, вино,

Есть про вас яства сахарная,

А и вам, крещёный мир,

Бьём челом и кланяемся!
У южных и западных славян Яблочный Спас считался днём, с которого начинался сбор винограда; после освящения его в церкви виноград разрешалось употреблять в пищу. У капанцев в этот день не разрешали есть красный виноград, чтобы человек «не се пребрази», то есть чтобы у него на лице не выступили красные пятна. В этот день в виноградниках хозяева совершали магические действия, направленные на повышение урожайности винограда. Так в Неготинской Крайне (Восточная Сербия) хозяин стрелял по росшему в винограднике подсолнечнику; считалось что чем дальше разлетались семечки из него, тем больше будет урожай винограда.
В Моравии и западной Словакии на Яблочный Спас совершали специальный обряд, называемый «запиранием винограда». Заранее готовили жердь, на верхушку которой привязывали освящённый в церкви букет полевых цветов или злаков. Во время обряда жердь забивали в яму и туда же бросали первые лучшие гроздья винограда.
У сербов бытовало поверье, что на Преображенье «преображается небо и земля» (сербохорв. преображава се и небо и земља), у македонцев существовало поверье, что в этот день улетают ласточки. Македонцы в Велесе считали, что на Преображение открывается небо и можно увидеть Бога и загадать желание (поверье, обычно относимое к Богоявлению или Рождеству).

## Поговорки и приметы
- Какой второй Спас, такой и январь[17].
- Каков день на второй Спас, таков и Покров[18].
- Сухой день предвещает сухую осень, мокрый — мокрую, а ясный — суровую зиму[19].
- Первая встреча осени — первые Осенины[7].
- На Второй Спас освящают в церкви яблоки, мёд и горох в стручках[2].